# Iguerande
Iguerande ist eine französische Gemeinde mit 1001 Einwohnern (Stand 1. Januar 2022) im Département Saône-et-Loire in der Region Bourgogne-Franche-Comté. Die Bewohner werden Iguerandais und Iguerandaises genannt.

## Lage
Iguerande liegt in einer Höhe von etwa 270 m ü. d. M. auf dem Ostufer der Loire in der alten Kulturlandschaft des Brionnais im Süden Burgunds. Der Ort befindet sich etwa 34 Kilometer (Fahrtstrecke) südlich von Paray-le-Monial und etwa 22 Kilometer nördlich von Roanne. Die sehenswerten Orte Marcigny, Semur-en-Brionnais, Saint-Julien-de-Jonzy und Charlieu befinden sich allesamt im Umkreis von nur etwa 10–15 Kilometern.

## Bevölkerungsentwicklung
| Jahr      | 1962 | 1968 | 1975 | 1982 | 1990 | 1999 | 2006 | 2020 |
| Einwohner | 1034 | 1078 | 1033 | 1026 | 921  | 917  | 988  | 990  |

Im 19. Jahrhundert hatte der Ort lange Zeit über 1200 Einwohner.

## Wirtschaft
Die hügelige Umgebung von Iguerande war stets landwirtschaftlich geprägt, wobei der bis ins 19. Jahrhundert hinein betriebene Weinbau nach der Reblauskrise gänzlich aufgegeben wurde. Heute spielt die Zucht von Charolais-Rindern eine größere Rolle. Der Ort selbst blieb bis ins frühe 20. Jahrhundert hinein das Handwerks-, Handels- und Dienstleistungszentrum für die Weiler und Einzelgehöfte der Umgebung.

## Geschichte
Die Geschichte des Ortes und seiner Umgebung reicht weit zurück: Bei Arbeiten an der Eisenbahnstrecke wurden im Jahr 1880 altsteinzeitliche Feuersteinfunde sowie eine geschliffene Axt aus grünem Porphyr aus der Jungsteinzeit entdeckt. In keltischer Zeit verlief hier die Grenze zwischen dem Siedlungsgebiet der Häduer und dem der Segusiavi. Bereits in einer Urkunde des 10. Jahrhunderts wird eine Kirche erwähnt. Im hohen Mittelalter gehörte der Ort zum cluniazensischen Priorat von Marcigny, das hier ein weiteres Priorat einrichtete.

## Sehenswürdigkeiten

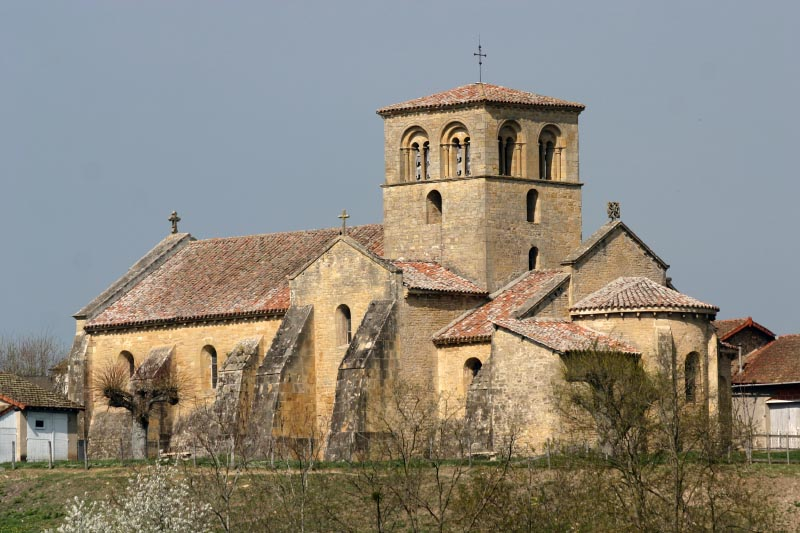
Iguerande – Prioratskirche

### Kirche Saint-André und Saint-Marcel
Das Kirchenbauwerk ist seit dem Jahr 1913 als Monument historique klassifiziert.

### Sonstige
- Die Kapelle im Weiler Le Tronchy wurde gegen 1636 erbaut. Sehenswert sind die Wandmalereien mit Porträts der Apostel Simon Petrus, Philippus, Jakobus des Älteren, Johannes, Simon Zelotes und Bartholomäus aus der Zeit der Errichtung. Die Kapelle ist seit 2014 als Monument historique eingeschrieben.[2]
- Auf einem nahegelegenen Hügel (colline du colombier) steht ein großes rundes Taubenhaus (pigeonnier oder colombier) aus dem 18. Jahrhundert.

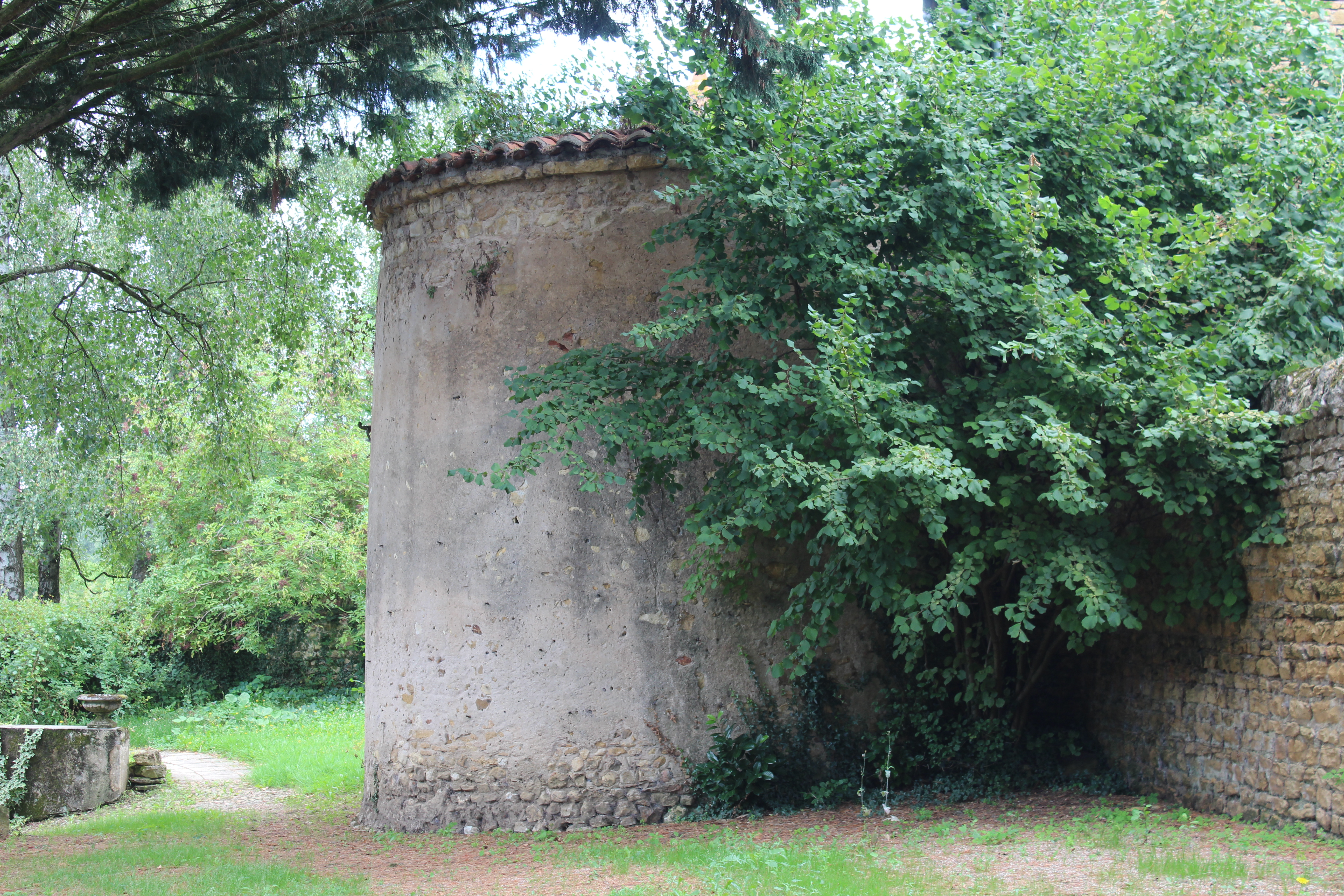
Kapelle Le Tronchy
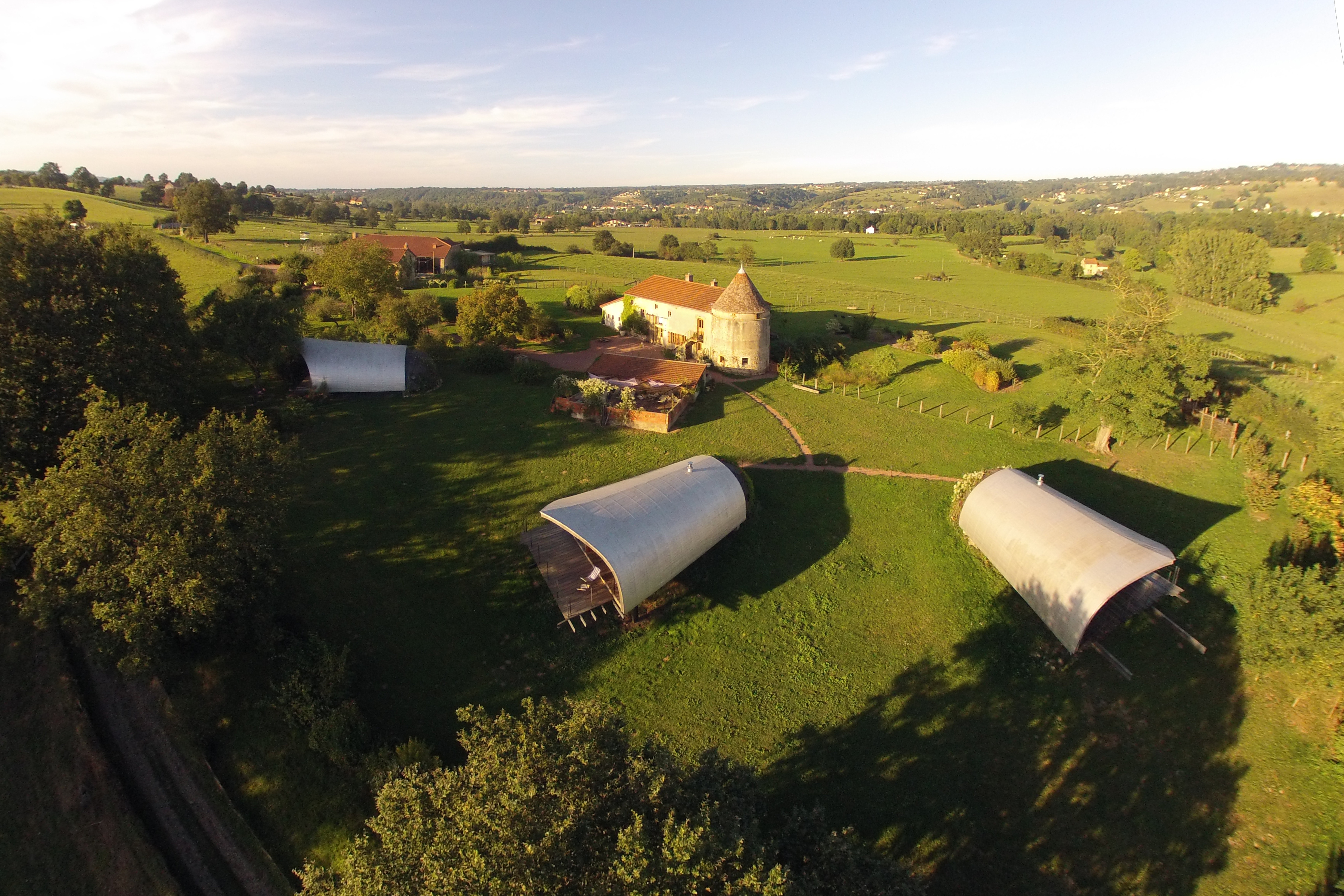
Colline du Colombier